# Combe-aux-Loups
La Combe-aux-Loups est une zone naturelle protégée située sur les communes de Corcelles-les-Monts et de Velars-sur-Ouche, dans le département de la Côte-d'Or.

## Statut
Le site est une zone naturelle protégée, classée zone naturelle d'intérêt écologique, faunistique et floristique de type I, sous le numéro régional n°00020005.

## Description
La combe à l'est de Velars débouche sur la Vallée de l'Ouche. Le versant exposé au sud comporte une pelouse sèche calcaire, des éboulis et un bois de chênes pubescents.

## Espèces remarquables

### Flore
Neuf espèces rares et protégées sont présentes sur le site, dont l'Ibéris intermédiaire, l'Inule des montagnes, le Silene glareosa et la Stippe pennée.